# 松戸輝竜会館
松戸輝竜会館（まつどきりゅうかいかん、1959年4月 開業 - 2000年4月14日閉館）は、かつて存在した日本の映画館である。開業当時の名称は輝竜会館大映劇場（きりゅうかいかんだいえいげきじょう）であった。

## 名称の変遷
| 年号       | 名称                                                    | 経営会社   | 備考                  |
| ---------- | ------------------------------------------------------- | ---------- | --------------------- |
| 1959年     | 輝竜会館大映劇場 輝竜会館バンビ劇場                     | 松戸競輪場 | 開業                  |
| 1966年ころ | 輝竜会館松戸大映劇場（松戸大映） 輝竜会館松戸バンビ劇場 | 松戸公産   | 経営会社の改称        |
| 1972年ころ | 松戸輝竜会館 松戸輝竜会館バンビ劇場                     | 松戸公産   |                       |
| 1987年     | 輝竜会館シネマ1 輝竜会館シネマ2 輝竜会館シネマ3         | 松戸公産   | 新劇場（シネマ3）開設 |

## 略歴・概要
1959年（昭和34年）4月、松戸競輪場を経営していた松戸競輪会社（現在の松戸公産）が、流山街道沿い、坂川にかかる春雨橋のたもとの地に輝竜会館大映劇場を竣工、大映系の劇場としてオープンする。当時の松戸駅近辺には、森本興業の経営による2館、すなわち大正のサイレント時代から存在し松竹系や新東宝系の映画をかけた松戸常盤館、東映系や洋画をかける松戸映画劇場が先行して存在した。同年6月、会館の2階に名画座を併設、輝竜会館バンビ劇場とした。
1967年（昭和42年）までのある時期に、上記2館をそれぞれ「輝竜会館松戸大映劇場」（通称松戸大映）、「輝竜会館松戸バンビ劇場」と改称している。1971年（昭和46年）11月の大映の倒産後、同2館をそれぞれ松戸輝竜会館、松戸輝竜会館バンビ劇場と改称、前者を東宝系、後者を洋画系の劇場とする。爆風スランプのギタリスト・パッパラー河合（千葉県柏市出身）は、中学生時代の1973年12月29日に輝竜会館で封切られた東宝映画作品『日本沈没』（監督森谷司郎）を超満員の立ち見で観賞したという。
1980年（昭和55年）10月、松戸駅付近に新しく「松戸サンリオ劇場」（のちに移転、4スクリーンの「松戸サンリオシアター」、のちに松戸シネマサンシャインに統合）がオープン、競合劇場が増えた。松戸市出身のアートディレクター・増田セバスチャンは、少年時代に父と一緒に『バンデットQ』（監督テリー・ギリアム・1981年制作、日本公開1983年3月5日）『ブリキの太鼓』（監督フォルカー・シュレンドルフ、1979年制作、日本公開1981年4月11日）といった洋画を輝竜会館で観たことを、自著「家系図カッター」で語っている。
1987年（昭和62年）3月、輝竜会館敷地内に新劇場を設置、名称を「輝竜会館シネマ3」とし、「松戸輝竜会館」を「輝竜会館シネマ1」、「松戸輝竜会館バンビ劇場」を「輝竜会館シネマ2」と改称した。1992年（平成4年）8月28日、70年の歴史を持つ松戸常盤館が閉館、1993年（平成5年）3月13日、佐々木興業によるシネマコンプレックス「松戸シネマサンシャイン」3スクリーンがオープン、松戸駅付近はシネマコンプレックスの時代に入った。
2000年（平成12年）4月14日、松戸公産は輝竜会館3館を閉館して映画興行事業から撤退、建物を取り壊し、41年の歴史を閉じた。跡地はコインパーキングを経て、15階建てのマンション「パークホームズ松戸シティフロント」（2010年5月竣工）が建っている。

## データ
- 所在地 : 千葉県松戸市松戸1823番地 
  - 現在の「パークホームズ松戸シティフロント」（同市松戸1813-1[8]）の位置
- 経営母体 : 松戸競輪場 ⇒ 松戸公産 （商号変更による[1]）
- 観客定員数（3スクリーン体制時）
  - シネマ1：375席
  - シネマ2：195席
  - シネマ3：99席